# Raljin
Raljin (cirill betűkkel Раљин) egy falu Szerbiában, a Piroti körzetben, a Babušnicai községben.

## Népesség
- 1948-ban 468 lakosa volt.
- 1953-ban 432 lakosa volt.
- 1961-ben 362 lakosa volt.
- 1971-ben 249 lakosa volt.
- 1981-ben 141 lakosa volt.
- 1991-ben 84 lakosa volt
- 2002-ben 50 lakosa volt,[1] akik közül 49 szerb (98%) és 1 ismeretlen.[2]